# حوزه انتخابیه سی‌ام کالیفرنیا
حوزه انتخابیه سی‌ام کالیفرنیا یک حوزه انتخابیه مجلس نمایندگان آمریکا است که در ایالت کالیفرنیا قرار دارد.